# Primo Volpi
Pour les articles homonymes, voir Volpi.
Primo Volpi, né le 26 avril 1916 à Castiglione d'Orcia, en Toscane, et mort le 28 novembre 2006 à Empoli, est un coureur cycliste italien des années 1940 et 1950.

## Biographie
Professionnel de 1939 à 1957, Primo Volpi a notamment remporté une étape du Tour d'Italie 1940, le Tour de Catalogne en 1951 et les deux premières éditions de la Coppa Sabatini en 1952 et 1953.

## Palmarès
- 1938
  - Circuit de Cesa
- 1939
  - 3e du Giro del Casentino
- 1940
  - 9e étape du Tour d'Italie
- 1943
  - Turin-Bielle
- 1945
  - 3eb étape du Tour du Latium
  - 2e du Tour de Campanie
  - 3e du Tour du Piémont
- 1946
  - 10e du Tour d'Italie
- 1947
  - 3e de Nice-Mont Agel
- 1948
  - 5e du Tour d'Italie
- 1949
  - 7e étape du Tour de Sicile
  - 4e étape du Tour du Latium
- 1950
  - 5e étape du Tour de Belgique indépendants
  - 14e étape du Tour d'Algérie
  - 2e du Tour de Belgique indépendants
  - 2e du Tour de Toscane
- 1951
  - Tour de Sicile :
    - Classement général
    - 2e et 3e étapes

  - Tour de Catalogne :
    - Classement général
    - 1re étape
- 1952
  - Coppa Bernocchi
  - Coppa Sabatini
  - 6ea étape du Gran Premio Mediterraneo
- 1953
  - Grand Prix Ceramisti
  - Coppa Sabatini
  - 5e étape du Tour de Sicile
  - 3e du Tour de la province de Reggio de Calabre
- 1954
  - 6e étape du Tour de Suisse
  - Tour d'Europe :
    - classement général
    - 11e étape

  - 9e du Tour de Lombardie
- 1956
  - 6e étape du Tour des Asturies

## Résultats sur les grands tours

### Tour de France
2 participations
- 1947 : 23e
- 1948 : 27e

### Tour d'Italie
10 participations
- 1940 : 21e, vainqueur de la 9e étape
- 1946 : 10e
- 1947 : abandon
- 1948 : 5e
- 1949 : 17e
- 1950 : 38e
- 1952 : 36e
- 1953 : 25e
- 1954 : 21e
- 1955 : 36e